# Сонячне затемнення 12 серпня 2026 року
Сонячне затемнення 12 серпня 2026 року — повне сонячне затемнення 126 саросу, яке найкраще буде видно в акваторії Північного Льодовитого океану, північній частині Атлантичного океану, а також в західній частині Європи.
Затемнення почнеться на північному сході російського півострова Таймир (приблизно опівночі 13 серпня за місцевим часом в полярний день), пройде через Північний Льодовитий океан недалеко від Північного полюса, острів Гренландія, потім перетне Ісландію і ввійде на територію Іспанії.
Повне затемнення можна буде спостерігати на території Росії (попереднє можна було побачити 1 серпня 2008 року), Ісландії та Іспанії, а також частково в Португалія на північному сході країни. Наступне повне затемнення на території цих країн можна буде спостерігати 30 березня 2033 року, 26 червня 2196 року , 2 серпня 2027 року.
Це затемнення є повторенням через сарос повного сонячного затемнення 1 серпня 2008 року .

## Обставини видимості затемнення

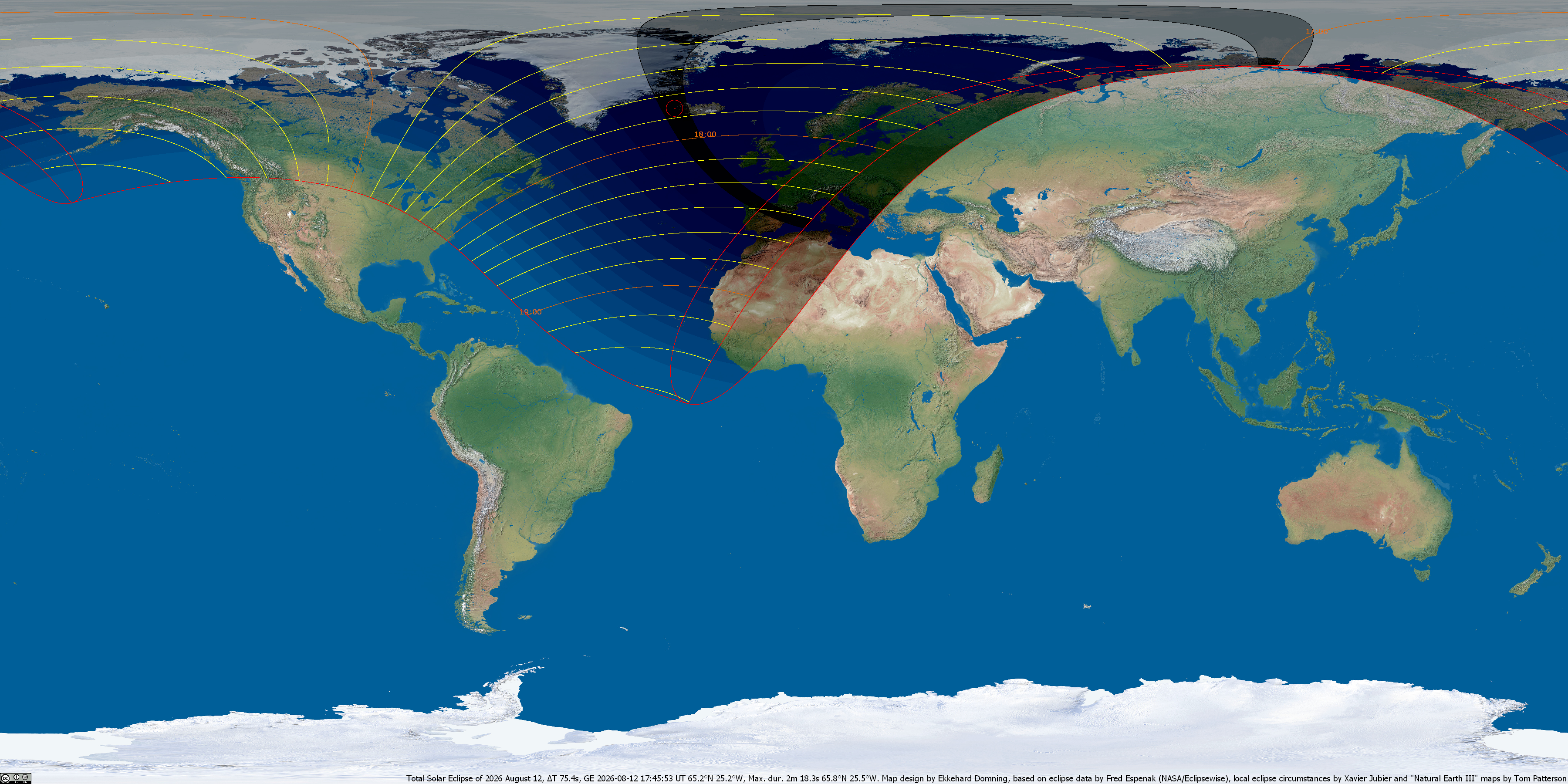
Карта затемнення

У таблиці нижче, перераховані великі населені пункти, в яких буде спостерігатися повна фаза сонячного затемнення. За замовчуванням, населені пункти відсортовані за часом настання затемнення. Зазначений час — універсальний.
| Населений пункт             | t1       | T1       | Tmax     | T2       | t2       | Фmax  | H°   | T3   |
| --------------------------- | -------- | -------- | -------- | -------- | -------- | ----- | ---- | ---- |
| Таймир 76° 26’ N 112° 20’ E | 16:09:02 | 16:59:56 | 17:00:42 | 17:01:27 | 17:52:36 | 1.011 | 1.3  | 1:31 |
| Оулафсвік                   | 16:44:59 | 17:45:47 | 17:46:49 | 17:47:51 | 18:46:01 | 1.011 | 25.2 | 2:04 |
| Рейк'явік                   | 16:47:07 | 17:48:11 | 17:48:42 | 17:49:13 | 18:47:34 | 1.002 | 24   | 1:02 |
| Кеплавік                    | 16:47:05 | 17:47:58 | 17:48:48 | 17:49:39 | 18:47:48 | 1.006 | 25   | 1:41 |
| Хіхон                       | 17:30:57 | 18:26:42 | 18:27:35 | 18:28:27 | 19:20:41 | 1.012 | 10   | 1:45 |
| Більбао                     | 17:31:47 | 18:27:21 | 18:27:37 | 18:27:53 | 19:20:03 | 1.001 | 8.1  | 0:32 |
| Ов'єдо                      | 17:31:15 | 18:27:00 | 18:27:55 | 18:28:49 | 19:21:00 | 1.015 | 10.2 | 1:49 |
| Ла-Корунья                  | 17:30:51 | 18:27:36 | 18:28:14 | 18:28:51 | 19:21:56 | 1.005 | 12   | 1:16 |
| Бургос                      | 17:33:17 | 18:28:20 | 18:29:13 | 18:30:04 | 19:21:41 | 1.014 | 8    | 1:44 |
| Сарагоса                    | 17:34:36 | 18:28:57 | 18:29:39 | 18:30:21 | 19:21:24 | 1.007 | 6    | 1:24 |
| Ріу-де-Онор                 | 17:33:43 | 18:30:20 | 18:30:23 | 18:30:26 | 19:23:25 | 1.000 | 10   | 0:06 |
| Майорка                     | 17:37:59 | 18:31:00 | 18:31:48 | 18:32:36 | 19:22:29 | 1.015 | 2.5  | 1:36 |
| Вальядолід                  | 17:34:31 | 18:29:53 | 18:30:36 | 18:31:19 | 19:23:10 | 1.007 | 8.5  | 1:26 |
| Валенсія                    | 17:38:16 | 18:32:21 | 18:32:52 | 18:33:23 | 19:24:08 | 1.004 | 4.5  | 1:02 |

У багатьох країнах Європи (крім Ісландії, Іспанії та Португалії) і півночі Африки Місяць закриє більше 90 % сонячного диска — це відбудеться в Ірландії, Великій Британії, у Франції, в Швейцарії та Італії, а також в Марокко і Алжирі .
Обставини видимості затемнення для деяких великих міст світу:
| Місто           | Tпочаток | Tmax     | Tкінець   | Фmax   |
| --------------- | -------- | -------- | --------- | ------ |
| Алжир           | 17:42:29 | 18:35:43 | 19:25:49* | 0.9833 |
| Анадир          | 15:39:34 | 16:27:52 | 17:17:50  | 0.6171 |
| Архангельськ    | 16:49:43 | 17:40:25 | 17:47:23* | 0.8305 |
| Барселона       | 17:34:53 | 18:29:06 | 19:20:09* | 0.9965 |
| Белград         | 17:26:10 | 17:45:55 | 19:04*    | 0.3864 |
| Берлін          | 17:15:22 | 18:08:17 | 18:58:49* | 0.8744 |
| Брюссель        | 17:18:41 | 18:13:29 | 19:05:29  | 0.9109 |
| Дублін          | 17:12:48 | 18:10:35 | 19:05:12  | 0.9459 |
| Калінінград     | 17:10:37 | 18:02:25 | 18:52:08* | 0.8512 |
| Київ            | 17:14:21 | 17:18:07 | 18:51*    | 0.0745 |
| Лондон          | 17:17:12 | 18:13:13 | 19:06:16  | 0.9254 |
| Мадрид          | 17:36:35 | 18:32:13 | 19:24:20* | 0.9994 |
| Марсель         | 17:31:32 | 18:25:12 | 19:15:54* | 0.9654 |
| Мілан           | 17:27:34 | 18:20:36 | 19:10:53* | 0.9332 |
| Мінськ          | 17:10:14 | 17:42:02 | 18:49*    | 0.6047 |
| Монреаль        | 16:50:10 | 17:45:16 | 18:38:26  | 0.2916 |
| Москва          | 17:03:54 | 17:08:23 | 18:41*    | 0.0889 |
| Мурманськ       | 16:44:17 | 17:36:46 | 18:27:57  | 0.8422 |
| Мюнхен          | 17:22:53 | 18:15:41 | 19:05:54* | 0.9054 |
| Нью-Йорк        | 17:07:44 | 17:54:04 | 18:38:43  | 0.1854 |
| Париж           | 17:22:05 | 18:17:11 | 19:09:19  | 0.9310 |
| Порту           | 17:34:46 | 18:31:53 | 19:25:14  | 0.9811 |
| Рига            | 17:06:13 | 17:57:42 | 18:47:18* | 0.8396 |
| Рим             | 17:32:47 | 18:11:36 | 19:13*    | 0.7501 |
| Санкт-Петербург | 16:59:51 | 17:50:53 | 18:40:16* | 0.8296 |
| Стокгольм       | 17:03:10 | 17:56:04 | 18:46:57* | 0.8438 |
| Таллінн         | 17:01:56 | 17:53:43 | 18:43:41* | 0.8342 |